# A. J. Ellis
Pour les articles homonymes, voir Andrew Ellis.
Andrew James Ellis (né le 9 avril 1981 à Cape Girardeau, Missouri, États-Unis) est actuellement assistant spécial du directeur général des Padres de San Diego. 
Il a été un receveur ayant joué pour les Dodgers de Los Angeles, les Phillies de Philadelphie, les Marlins de Miami et les Padres de San Diego de la Ligue majeure de baseball. 

## Carrière
A. J. Ellis est repêché par les Dodgers de Los Angeles au 18e tour de sélection en juin 2003. 
En 2008, après avoir maintenu une moyenne au bâton de ,321 en 84 parties pour les 51s de Las Vegas, un club-école de niveau AAA, il est rappelé par les Dodgers en fin de saison et fait ses débuts dans les majeures le 15 septembre dans un match contre les Pirates de Pittsburgh. Il participe à quatre parties en fin de saison. Le 26 septembre contre San Francisco, il est amené dans le match comme coureur suppléant et marque le premier point de sa carrière lorsque Russell Martin frappe un coup de circuit.
Ellis passe la saison 2009 avec les Isotopes d'Albuquerque, dans le niveau AAA, où il frappe pour,314 en 90 parties. Une fois de plus, les Dodgers le rappellent en fin de saison. Il joue huit parties et obtient son premier coup sûr et son premier point produit dans les majeures lors du dernier match de l'année, le 4 octobre contre les Rockies du Colorado.
En 2010, il amorce la saison de baseball dans les ligues mineures mais est rapidement rappelé dans les grandes ligues pour servir de receveur substitut à Russell Martin lorsque Brad Ausmus est placé sur la liste des joueurs blessés.
Il dispute 31 matchs pour les Dodgers en 2011, réussit 2 circuits, obtient 11 points produits et frappe pour ,271 de moyenne au bâton. Le 24 août, il réussit son premier coup de circuit dans le baseball majeur, aux dépens du lanceur Jaime Garcia des Cardinals de Saint-Louis.
À partir de 2012, Ellis est le receveur principal des Dodgers. En 133 parties jouées en 2012, il frappe pour ,270 de moyenne au bâton avec des records personnels de 114 coups sûrs, 20 doubles, 13 circuits, 52 points produits et 44 points marqués.
Receveur de Clayton Kershaw, gagnant du trophée Cy Young du meilleur lanceur de la Ligue nationale, Ellis dispute 115 matchs en 2013. Sa moyenne au bâton chute à ,238 alors qu'il frappe 10 circuits, produit 52 points et en marque 43.
Il commence la saison 2016 avec les Dodgers avant de la terminer chez les Phillies de Philadelphie, à qui il est échangé le 25 août avec le lanceur droitier Tommy Bergjans et le voltigeur Joey Curletta contre Carlos Ruiz.
Le 12 décembre 2016, il signe un contrat d'un an avec les Marlins de Miami.

## Statistiques
| Saison | Équipe     | G  | AB  | R | H  | 2B | 3B | HR | RBI | SB | BA   |
| ------ | ---------- | -- | --- | - | -- | -- | -- | -- | --- | -- | ---- |
| 2008   | LA Dodgers | 4  | 3   | 1 | 0  | 0  | 0  | 0  | 0   | 0  | .000 |
| 2009   | LA Dodgers | 8  | 10  | 0 | 1  | 0  | 0  | 0  | 0   | 0  | .100 |
| 2010   | LA Dodgers | 44 | 108 | 6 | 30 | 5  | 0  | 0  | 16  | 0  | .278 |
| Totaux | Totaux     | 56 | 121 | 7 | 31 | 5  | 0  | 0  | 17  | 0  | .256 |

Note : G = Matches joués ; AB = Passages au bâton; R = Points ; H = Coups sûrs ; 2B = Doubles ; 3B = Triples ; 
HR = Coup de circuit ; RBI = Points produits ; SB = Buts volés ; BA = Moyenne au bâton.